# Championnat de Pologne de football de deuxième division 2023-2024
Navigation
I liga 2022-2023 I liga 2024-2025
La saison 2023-2024 du championnat de Pologne de football de deuxième division est la 76e saison de l'histoire de la compétition et la 16e sous l'appellation « I liga ». Ce championnat oppose dix-huit clubs polonais en une série de trente-quatre rencontres, disputées selon le système aller-retour où les différentes équipes s'affrontent une fois par phase, et où les deux premiers gagnent le droit d'accéder directement à la première division l'année suivante.
Les équipes classées de la 3e à la 6e place jouent les barrages de montée pour déterminer le troisième promu.

## Compétition

### Classement
| Rang | Équipe                       | Pts | J  | G  | N  | P  | Bp | Bc | Diff |
| ---- | ---------------------------- | --- | -- | -- | -- | -- | -- | -- | ---- |
| 1    | Lechia Gdańsk R              | 68  | 34 | 21 | 5  | 8  | 60 | 34 | +26  |
| 2    | GKS Katowice                 | 62  | 34 | 18 | 8  | 8  | 68 | 35 | +33  |
| 3    | Arka Gdynia                  | 62  | 34 | 18 | 8  | 8  | 52 | 34 | +18  |
| 4    | Motor Lublin SA P            | 56  | 34 | 16 | 8  | 10 | 49 | 42 | +7   |
| 5    | Górnik Łęczna                | 55  | 34 | 14 | 13 | 7  | 35 | 29 | +6   |
| 6    | Odra Opole                   | 53  | 34 | 15 | 8  | 11 | 42 | 32 | +10  |
| 7    | Wisła Płock R                | 51  | 34 | 14 | 9  | 11 | 46 | 46 | 0    |
| 8    | Miedź LegnicaR               | 51  | 34 | 13 | 12 | 9  | 52 | 36 | +16  |
| 9    | GKS Tychy                    | 51  | 34 | 16 | 3  | 15 | 43 | 47 | -4   |
| 10   | Wisła Cracovie               | 50  | 34 | 13 | 11 | 10 | 62 | 50 | +12  |
| 11   | Stal Rzeszów                 | 48  | 34 | 14 | 6  | 14 | 53 | 60 | -7   |
| 12   | Chrobry Głogów               | 42  | 34 | 11 | 9  | 14 | 35 | 49 | -14  |
| 13   | Znicz Pruszków P             | 42  | 34 | 12 | 6  | 16 | 34 | 44 | -10  |
| 14   | Bruk-Bet Termalica Nieciecza | 41  | 34 | 10 | 11 | 13 | 56 | 52 | +4   |
| 15   | Polonia Varsovie P           | 35  | 34 | 8  | 11 | 15 | 41 | 50 | -9   |
| 16   | CWKS Resovia                 | 34  | 34 | 9  | 7  | 18 | 39 | 60 | -21  |
| 17   | Podbeskidzie Bielsko-Biała   | 23  | 34 | 4  | 11 | 19 | 26 | 59 | -33  |
| 11   | Zagłębie Sosnowiec           | 16  | 34 | 2  | 10 | 22 | 21 | 55 | -34  |

| Légende : Promotions et relégations | Légende : Promotions et relégations                              |
| ----------------------------------- | ---------------------------------------------------------------- |
|                                     | Promotion en Ekstraklasa : 1er et 2e                             |
|                                     | Qualification pour les barrages de montée : 3e au 6e             |
|                                     | Relégation en II liga : 16e, 17e et 18e                          |
|                                     | R : Relégué de première division P : Promu de troisième division |

- * Le Wisła Cracovie est le vainqueur de la Coupe de Pologne et se qualifie pour le premier tour de qualification de la Ligue Europa 2024-2025[1].

### Barrages de montée
| Demi-finale 1 | (3e) Arka Gdynia | 4 - 2   | (6e) Odra Opole |  |  |
| 30 mai 2024   |                  | (2 - 1) |                 |  |  |

| Demi-finale 2 | (4e) Motor Lublin SA | 0 - 0   | (5e) Górnik Łęczna |  |  |
| 30 mai 2024   |                      | (0 - 0) |                    |  |  |
| 30 mai 2024   | Tirs au but 4 - 2    |         |                    |  |  |

---
| Finale      | Arka Gdynia | 1 - 2   | Motor Lublin SA | Stade Miejski, Gdynia |  |
| 2 juin 2024 |             | (1 - 0) |                 |                       |  |